# Puente de Sarátov
El puente de Sarátov (en ruso: Саратовский мост) cruza el Volga y conecta las ciudades rusas de Sarátov y Engels. Cuando se inauguró en 1965, tenía 2803,7 m de largo, el puente más largo de Europa hasta que fue reemplazado por el puente de Zelanda a finales de 1965. Cerca se encuentran el puente de ferrocarril, construido en 1935, y el puente nuevo de carretera, con una longitud total de casi 5 kilómetros.

## Historia
La conexión entre las orillas derecha e izquierda del Volga y los respectivos asentamientos ha sido de gran importancia desde que se colonizó la región. Las restricciones técnicas y la enorme anchura del Volga en esta zona, de varios kilómetros de ancho, hicieron imposible la construcción de un puente tan grande durante mucho tiempo. 
Desde alrededor de 1900, la Compañía de Ferrocarriles Ryazan-Ural (Рязанско-Уральская железная дорога) buscaba fondos estatales y fondos de la ciudad de Sarátov para construir un puente ferroviario para conectar sus líneas a ambos lados del Volga. Sin embargo, hubo una disputa sobre la ubicación más favorable para el puente, cerca de la ciudad o en el punto más estrecho del Volga, alrededor del 14 km río abajo, al sur del pueblo de Ukek (ahora parte del área urbana). Mientras tanto, también se consideraron otras variantes, por lo que el proyecto se retrasó repetidamente.
El 25 de marzo de 1917, el Gobierno provisional finalmente confirmó el proyecto de un puente de dos pisos (ferrocarril y carretera) cerca del centro. Pero ya en julio de 1917, una comisión descubrió que construir dos puentes, un puente de carretera cerca de la ciudad y un puente de ferrocarril río abajo, sería más barato. La Revolución de Octubre y la guerra civil rusa hicieron imposible la construcción de nuevo. Después de que se discutieran más variantes (también se propusieron varias variantes de túneles, el trabajo preparatorio para la construcción de un puente ferroviario aguas abajo finalmente comenzó en 1926. La construcción real comenzó en 1930 y el 17 de mayo de 1935 de abrió al tráfico ferroviario un puente de alrededor de 1700 m de largo.
Con la finalización del puente, la línea de transbordadores ferroviarios operada por la Compañía Ferroviaria Ryazan-Ural desde 1896 también cesó su tráfico.

## Puente de 1965

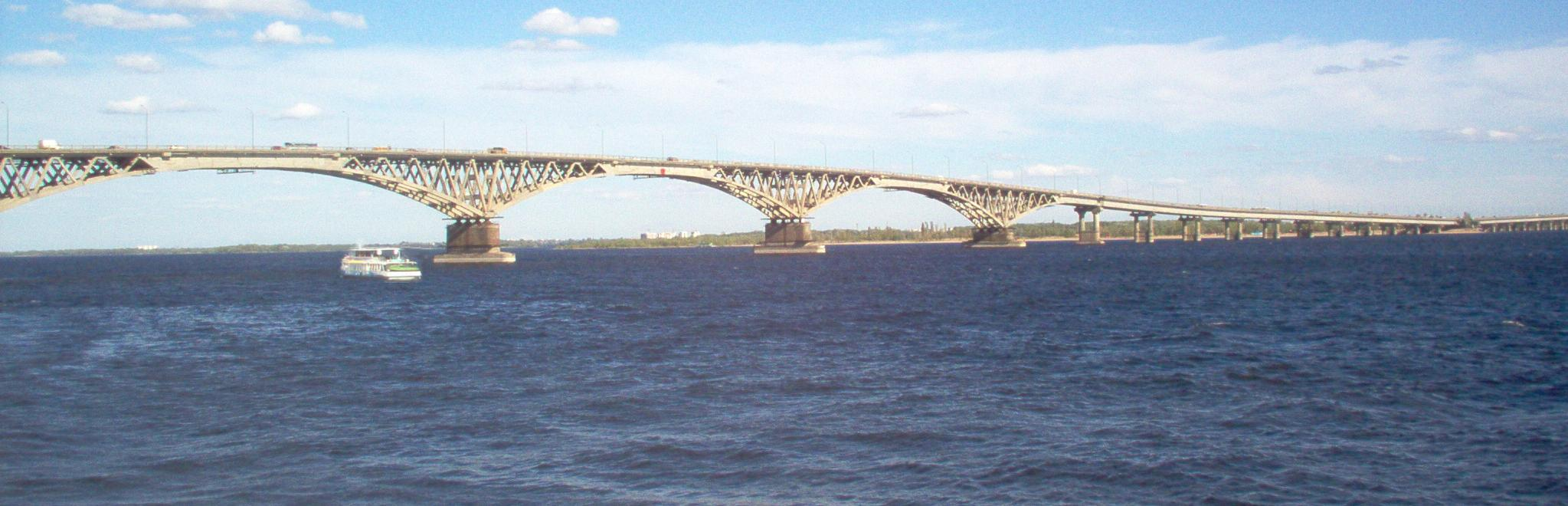
Puente de 1965 sobre el Volga

El puente cruza el Volga aproximadamente en su punto más estrecho y conecta las ciudades de Sarátov y Engels cerca del centro. El puente cruza alrededor de 1 km antes de la orilla de Engels una pequeña isla sin urbanizar, que los habitantes de ambas ciudades utilizan intensamente como playa y zona de recreo en verano. 
El decreto sobre el diseño y la construcción del puente se firmó en 1956. La planificación se completó en 1958 bajo la dirección de VM Iodzevich del Instituto Giprotransmost. En el mismo año, la empresa OAO «Volgomost» - Construcción de Puentes N.º 8 comenzó con los trabajos de construcción. El puente se completó en 1965.
El puente tiene 15 m de ancho y actualmente está configurado para tres carriles. A mediados de marzo de 2004 el puente fue electrificado y comenzó a ser usado por los trolebuses de la línea 9 (estación de tren de Sarátov I - Engels, plaza de Lenin). Hoy el transporte público entre las dos ciudades está asegurado con autobuses de la línea 284. Esta línea conecta el centro de Sarátov con el centro de la ciudad de Engels, procedente de la estación central de Sarátov. En el lado de Sarátov hay una parada para la línea de trolebús número 1 en el acceso al puente (estación de tren de Sarátov I - Ulitsa Jvesina), líneas de autobús y marshrutkas. 

### Construcción
En Rusia se construyeron varios puentes de hormigón pretensado a principios de la década de 1960, el más grande de los cuales es el puente de Sarátov. La parte navegable del río frente a la orilla de Sarátov es cruzada por un puente en ménsula de 710 m de largo, con distancia entre pilares de 106 + 166 + 166 + 166 + 106 m de voladizo. El resto de la ruta consta de puentes de vigas en T con una separación entre pilares de 70,2 y 20 metros. Los cuatro pilares con los brazos en voladizo de hormigón armado pretensado fueron construidos en tierra. Seguidamente se llevaron flotando hasta su posición las partes más pesadas, de 5000 toneladas.